# 멜로라 크리거
멜로라 크리거(Melora Creager, 1966년 3월 25일 ~ )는 미국의 싱어송라이터, 첼로 연주자이다. 첼로 록 그룹 라스푸티나의 창립자이다.